# National Museums of Kenya
Die National Museums of Kenya (Nationalmuseen von Kenia, NMK) sind ein Zusammenschluss von mehr als 30 Regionalmuseen und anderen kulturell bedeutsamen Örtlichkeiten in Kenia. Der Verbund wurde im Jahr 2006 durch ein Gesetz der Nationalversammlung von Kenia („National Museums and Heritage Act, 2006“) gegründet. Die Nationalmuseen erforschen, verwalten und präsentieren Kenias nationales Kulturerbe. Hauptsitz ist Nairobi.
Zu diesem Verbund gehört als bedeutendste Forschungseinrichtung das Nairobi National Museum (früher: Kenia National Museum, KNM).  Es besteht – neben dem Schaumuseum und einem angegliederten Botanischen Garten – aus vier Forschungsabteilungen: Zoologie, Zentrum für Biodiversität, Ostafrikanisches Herbarium (mit der größten botanischen Sammlung in Afrika) und Geowissenschaften. Hinzu kommen je eine Verwaltungsabteilung für das Museum und für den nationalen Verbund. In diesem Museum werden u. a. zahlreiche hominine Fossilienfunde verwahrt, beispielsweise der Nariokotome-Junge (Sammlungsnummer: KNM-WT 15000), die Typusexemplare von Homo rudolfensis (KNM-ER 1470) und Kenyanthropus (KNM-WT 40000) sowie der so genannte Black Skull (KNM-WT 17000) von Paranthropus aethiopicus.
Ebenfalls zum Verbund gehört das Institute Of Primate Research, das Anfang der 1960er-Jahre von Louis Leakey als Tigoni Primate Research Centre gegründet worden war. Leakey, der von 1941 bis 1961 am Museum beschäftigt war, studierte dort u. a. das Verhalten von Primaten, mit dem Ziel, Hinweise auf die Evolution des Verhaltens von Menschen gewinnen zu können. Im Rahmen dieser Forschung entstanden auch die zahlreichen Publikationen von Jane Goodall (Schimpansen), Dian Fossey (Gorillas) und Birutė Galdikas (Orang-Utans). Heute wird in diesem Institut u. a. biomedizinische Forschung zur Bekämpfung tropischer Infektionskrankheiten betrieben.
Die Geschichte der Nationalmuseen von Kenia reicht zurück bis ins Jahr 1910, als Mitglieder der East Africa and Uganda Natural History Society in Nairobi eine naturwissenschaftliche Sammlung anlegten, die 1930 unter dem Namen Coryndon Museum einen Neubau bezog, benannt nach Robert Coryndon, der von 1922 bis 1925 Gouverneur von Kenia war. 1939 wurde das Museum in staatliche Trägerschaft überführt, und 1964 wurde es umbenannt in Kenia National Museum. Ab 1969 wurde diverse Institutionen und archäologische Fundstätten wie zum Beispiel Olorgesailie dem Museum als Außenstellen angegliedert. Von 1969 bis 1989 war Richard Leakey Direktor des Museums.

## Belege
1. ↑   National Museums and Heritage Act, 2006 (Memento vom 25. März 2013 im Internet Archive)
2. ↑  Karibu sana. Das Kenianische Nationalmuseum. In: Senckenberg Forschungsinstitut (Hrsg.): Senckenberg: Natur – Forschung – Museum. Band 146, Nr. 7–8, 2016, S. 216.
3. ↑  Institute of Primate Research: A short History. (Memento vom 23. Juli 2016 im Internet Archive) Im Original publiziert auf primateresearch.org im Jahr 2009.
 Institute of Primate Research: Who we are. Auf: primateresearch.org, zuletzt abgerufen am 19. März 2022.
4. ↑   Eintrag National Museums of Kenya in: Bernard Wood (Hrsg.): Wiley-Blackwell Encyclopedia of Human Evolution. 2 Bände. Wiley-Blackwell, Chichester u. a. 2011, ISBN 978-1-4051-5510-6.